# Notting Hill

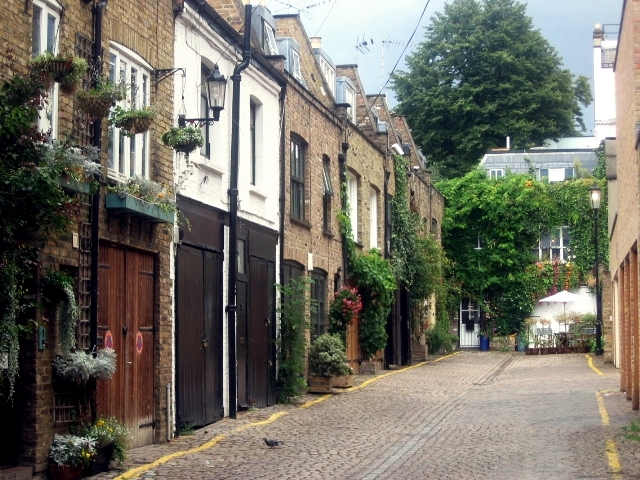
Domy v Notting Hillu

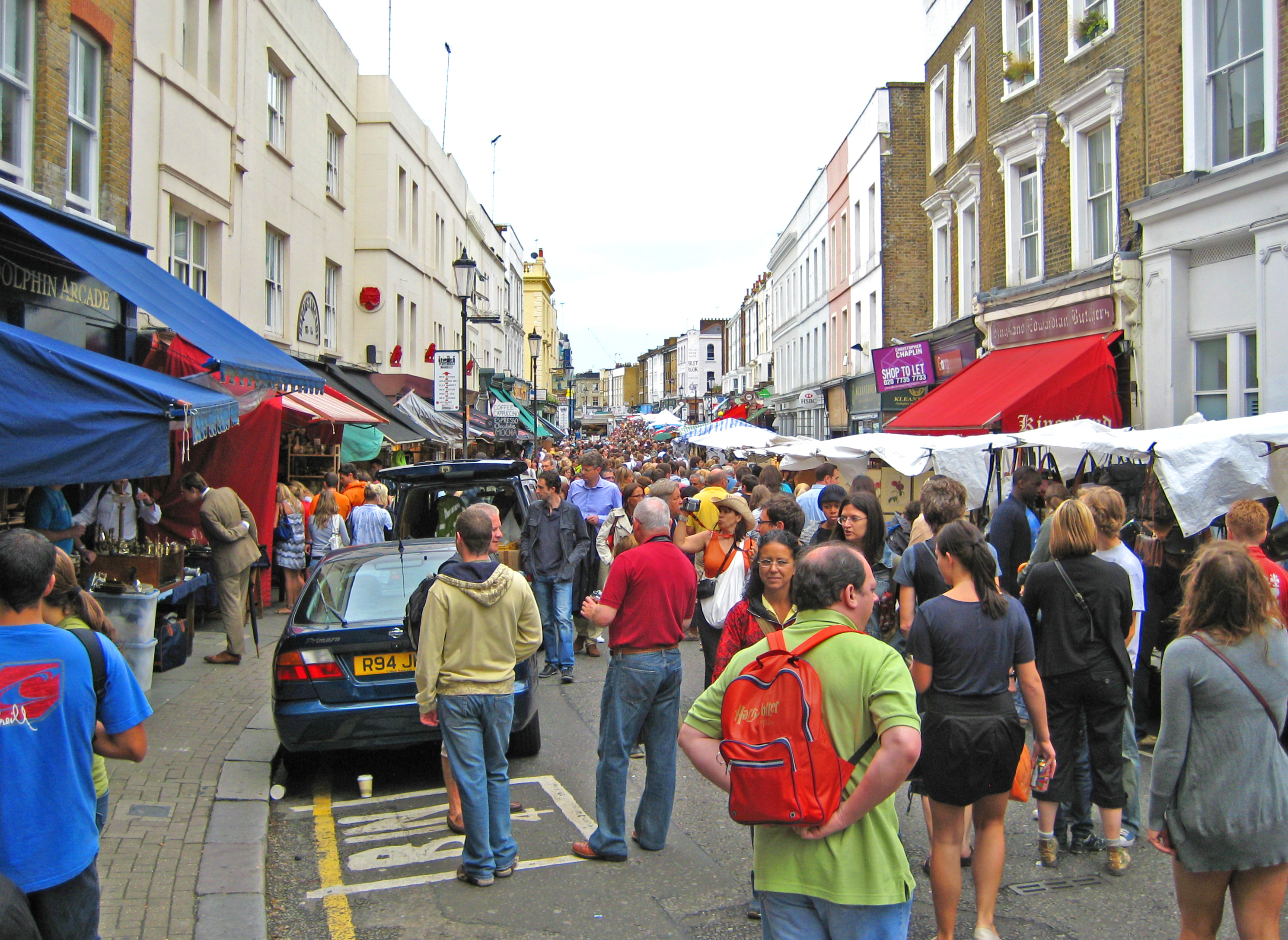
Trh na Portobello Road

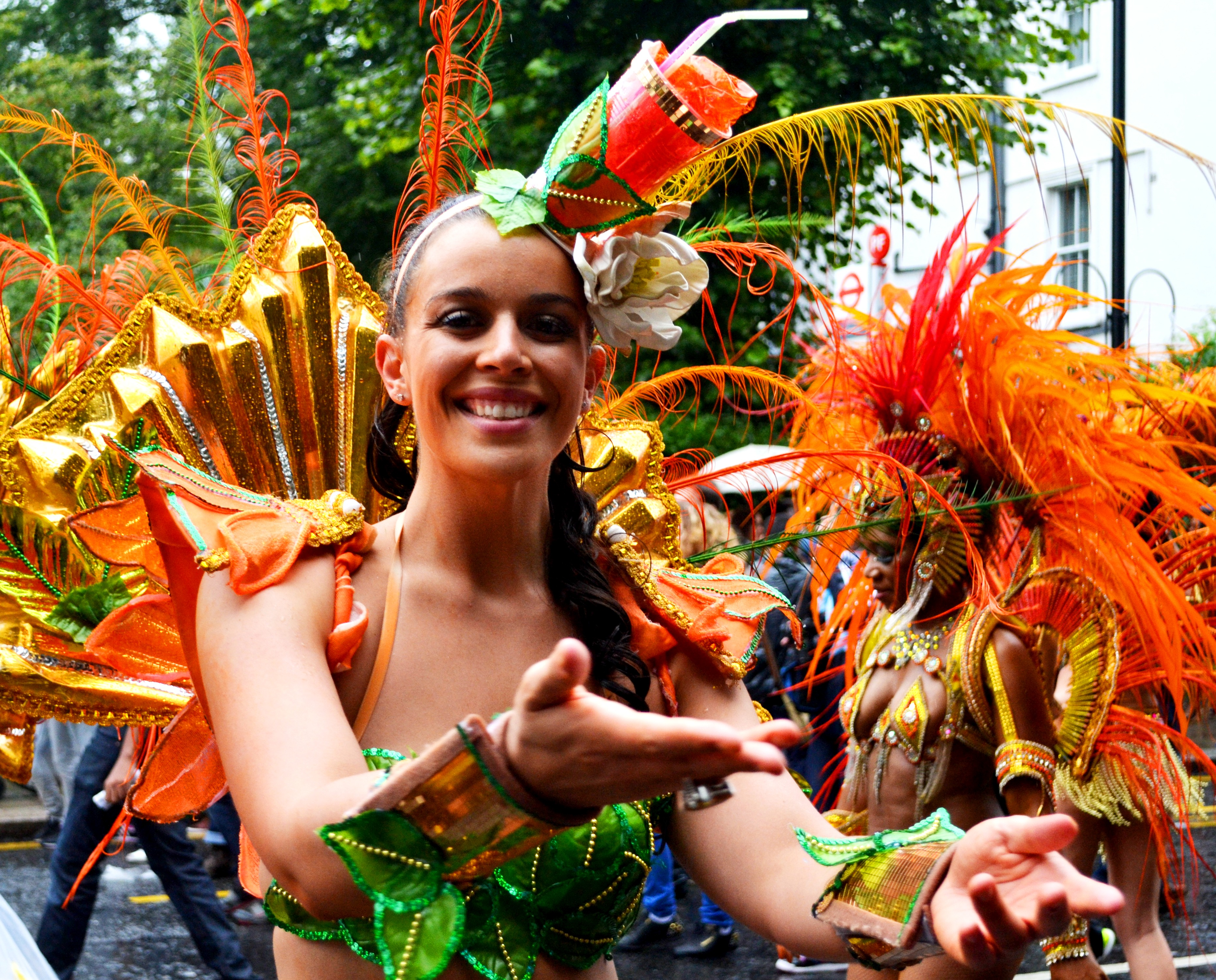
Notting Hill Carnival 2014

Notting Hill je oblast v západní části Londýna, v obvodu Kensington a Chelsea, severozápadně od Kensingtonských zahrad. Obytná oblast s domky a zahrádkami z viktoriánské doby před rokem 1900 byla dlouho zanedbaná, po roce 1980 však přišla do módy a dnes patří mezi dobré adresy. Svým fantastickým románem "Napoleon z Notting Hillu" ji proslavil G. K. Chesterton. Mezi turistické atrakce patří každoroční karneval a tržiště Portobello Road.

## Historie
Notting Hill se nacházel v historickém hrabství Middlesex.  Původně šlo o vesničku na venkově. Během rozšíření Londýna v průběhu 19. století vesnice splynula s městskou zástavbou. Ještě v roce 1870, dokonce i poté, co se osada stala londýnským předměstí, se o Notting Hill stále hovořilo jako o vesnici v Middlesexu, spíše než o předměstí v Londýně.